# Vera Adut
Vera Adut   (1959) és una jugadora professional de bridge turca, que representa Turquia en els campionats internacionals. És actualment Mestra d'Europa i Gran Mestra d'Or amb 1296.96 punts. Nascuda Vera Beyen, però més coneguda com a Vera Adut, la jugadora fa servir el cognom del seu exmarit Roni Adut. L'agost de 2015 va fer una petició a un tribunal turc per continuar utilitzar el nom Adut legalment, perquè no li agrada utilitzar el nom del seu pare perquè l'abandonà als sis mesos de vida, segons Vera.
És la més coneguda jugadora de bridge turca, és integrant de la Selecció Nacional de Bridge de Turquia des de 1991 i ha participat en molts campionats nacionals i internacionals. El 2012 la selecció nacional turca, capitaneada per Vera Adut va ser 3a en el Campionat Europea de Bridge en Dublín, Irlanda. Com a integrant de l'equip Tolunay, fou segona al campionat per equips femenins de Turquia l'any 1999. Va ser campiona de parelles de Turquia l'any 2008 conjuntament amb Orhan Aker. L'any 2013, l'equip Yılankıran, amb Adut com a integrant, va a ser campió per equips de Turquia. El 2013 va a representar Turquia en la "Copa Venècia (Venice Cup)" dins el 41è Campionat Mundial Per Equips. Vera Adut i el seu company Salim Yılankıran acabaren en segon lloc al campionat turc de bridge professional de 2014 en la categoria parelles.